# لینک ریت
لینک ریت (انگلیسی: Link REIT) شرکت املاک و مستغلات هنگ کنگی است، که در سال ۲۰۰۴ تأسیس شد.